# Lauder Beth-Zion Schule
Die Lauder Beth-Zion Schule (hebräisch בית ציון Haus Zions) ist eine staatlich anerkannte private jüdische Gemeinschaftsschule in Berlin-Prenzlauer Berg. Sie wurde 2008 im Vorderhaus der Synagoge Rykestraße eröffnet.

## Geschichte
Die Schule befindet sich an einem historischen Ort. Der Backsteinbau mit den beiden Torbögen sowie die Synagoge im Innenhof wurden zwischen 1903 und 1904 nach Plänen des Architekten Johann Hoeniger erbaut. Im Jahre 1922 eröffnete der jüdische Schulverein im Vorderhaus eine Schule für Kinder von Juden, die im nahen Scheunenviertel wohnten und zum großen Teil aus Osteuropa zugewandert waren. 1926 übernahm die jüdische Gemeinde die Schule, die als Jüdische Grundschule Rykestrasse oder Ryke-Schule bis 1941 den Status einer privaten Volksschule innehatte. Vor dem Zweiten Weltkrieg besuchten etwa 400 Schüler und Schülerinnen die Einrichtung. Nach den Novemberpogromen wanderten viele Schüler und Lehrer aus. Mit dem Beginn der „Endlösung der Judenfrage“ beschlagnahmte das NS-Regime das Gebäude und schloss die Schule 1942.

## Schulprofil
Die am 1. September 2008 eröffnete Lauder Beth-Zion Schule wurde als Ganztagsschule für 60 bis 70 Schüler, Mädchen und Jungen, konzipiert. Sie existierte zunächst nur als Grundschule im ersten Obergeschoss des Gebäudes, wurde dann nach und nach erweitert. Zwischenzeitlich umfasst sie zehn Klassenstufen und bietet den Mittleren Schulabschluss an. Seit August 2020 können Schüler im Anschluss an eine höhere Schulbildung auch die israelische Form der Reifeprüfung Te’udat Bagrut, kurz Bagrut, ablegen. Das pädagogische Ziel ist neben der Erfüllung des üblichen Lehrplans des Landes Berlin die jüdische Identität der Schülerinnen und Schüler zu stärken. Etwa 14 Stunden in der Woche werden sie in Religion und Traditionen des Judentums unterrichtet und lernen auch die hebräische Sprache.
Die Schule gilt als religiös konservativ. Viele Schüler kennen sich aus ihrer Gemeinde, zu der etwas weniger als 100 Familien in Berlin gehören. Nach Zählung des Zentralrats der Juden ist die Lauder Beth-Zion Schule eine von dreizehn jüdischen Schulen in Deutschland mit insgesamt 2350 Schülerinnen und Schülern.

## Finanzierung
Träger der Schule ist die gemeinnützige Lauder Yeshurun GmbH Berlin, eine Gründung der Ronald S. Lauder Foundation. Die Schule steht unter der Schirmherrschaft der Jüdischen Gemeinde zu Berlin. 2012 wurde sie mithilfe von Spenden erweitert, Aula und Speisesaal wurden saniert. Nachkommen des Malers Karl Hofer vermachten der Schule Gemälde, aus deren Erlös die Renovierung des fünften Stocks des Gebäudes bezahlt werden konnte. In dieser Etage erinnert auch eine Gedenktafel an Mathilde Hofer, die 1942 in Auschwitz ermordet wurde.

## Auszeichnung
2013 wurde die Lauder Beth-Zion Grundschule, zu der zwölf Schülerinnen und Schüler der 5. und 6. Klasse gehörten, Landessieger beim Geschichtswettbewerb des Bundespräsidenten, der unter dem Motto stand „Vertraute Fremde. Nachbarn in der Geschichte“.